# Josef Šofman
Josef Šofman (hebrejsky: יוסף שופמן, žil 12. června 1903 – 10. září 1978) byl izraelský politik a poslanec Knesetu za strany Cherut a Gachal.

## Biografie
Narodil se ve Varšavě v tehdejší Ruské říši (dnes Polsko). Studoval židovskou a ruskou základní školu, pak absolvoval studium práva na Varšavské univerzitě. Získal osvědčení pro výkon profese právníka. Pracoval v rodinné firmě na výrobu parfémů. V roce 1940 přesídlil do dnešního Izraele, kde vedl první kosmetickou firmu na území dnešního Izraele nazvanou Adif. Vedl také firmu Urieli.

## Politická dráha
V mládí se angažoval v mládežnickém hnutí ha-Šomer ha-ca'ir. Od roku 1923 se také podílel na činnosti sionistické studentské organizace Jardenia. V letech 1925–1926 vedl v Polsku tiskové oddělení Židovského národního fondu. V letech 1926–1927 pracoval jako novinář pro polskojazyčné židovské noviny v Paříži. Ve 30. letech se zapojil do činnosti hnutí revizionistických sionistů. V roce 1930 byl zvolen do jeho ústředního výboru v Polsku a v roce 1937 byl předsedou Nové sionistické organizace v Polsku, od roku 1946 v dnešním Izraeli. V roce 1946 byl zatčen mandátními úřady. Byl vyslancem revizionistů v jižní Africe. V letech 1964–1966 byl předsedou předsednictva strany Cherut. V letech 1971–1974 sloužil jako izraelský velvyslanec ve Venezuele.
V izraelském parlamentu zasedl poprvé po volbách v roce 1955, do nichž šel za Cherut. Byl členem parlamentního výboru pro záležitosti vnitra, výboru pro ústavu, právo a spravedlnost, výboru House Committee a finančního výboru. Za Cherut byl opětovně zvolen ve volbách v roce 1959. Zastával post člena výboru pro záležitosti vnitra, výboru pro ústavu, právo a spravedlnost a výboru House Committee. Znovu se v Knesetu objevil po volbách v roce 1961, kdy kandidoval opět za Cherut. V průběhu volebního období ale přešel do nové pravicové formace Gachal. Stal se členem výboru pro záležitosti vnitra, výboru pro ústavu, právo a spravedlnost a výboru House Committee. Opětovně byl na kandidátce Gachal zvolen ve volbách v roce 1965. Byl členem výboru pro záležitosti vnitra, výboru pro ústavu, právo a spravedlnost, výboru House Committee a finančního výboru. Ve volbách v roce 1969 mandát neobhájil.